# De coniugiis adulterinis
Il De coniugiis adulterinis (I connubi adulterini) è un trattato teologico in due libri scritto da Agostino d'Ippona fra il 419 e il 420.

## Storia
Come viene detto nell'opera stessa, Agostino risponde alle domande di un certo Pollenzio (da lui chiamato fratello - cfr. I.1 -, quindi probabilmente un chierico) del quale non si conosce nulla se non che aveva scritto un libretto sull'indissolubilità del matrimonio. Chiedendo il parere dello stesso Agostino e ricevendone risposta, Pollenzio aveva inviato altre domande al vescovo, che andarono quindi a costituire il secondo libro dell'opera, pubblicato in separata sede dai confratelli.

## Contenuto
Nel primo libro, Agostino risponde al fratello Pollenzio in merito alla questione – trattata dall'apostolo Paolo nella prima lettera ai Corinzi 7, 10-11 – se e per quale motivo sia lecito separarsi dal coniuge, e se dopo la separazione sia lecito un nuovo matrimonio. Secondo l'apostolo Paolo, come riporta Agostino (his autem … innuptam, «Ai coniugati … la moglie»), non ci si deve separare, o non ci si deve risposare dopo la separazione, o ci si deve riconciliare col coniuge dopo la separazione. Pollenzio sostiene che il coniuge non si debba risposare, se l'altro non è fedifrago. Agostino invece aggiunge che, in quel caso, il coniuge non ha diritto nemmeno di separarsi; ma se preferisce fare a meno di ogni relazione carnale, gli sarà permesso di abbandonare l'altro senza motivo di fornicazione, ma comunque con reciproco consenso per il fatto che, se uno solo dei due vuole rimanere casto, c'è il rischio che l'altro commetta adulterio. Agostino considera che la separazione di marito e moglie non possa avvenire – nemmeno a patto di non risposarsi dopo – se non in caso di fornicazione di uno dei due; in accordo con Pollenzio, sostiene che la moglie dovrebbe sopportare l'uomo (l'adulterio è vizio comune tra i mariti) o quantomeno non risposarsi (ne riporterebbe biasimo, si dirà che cerca più mariti). Dunque, risposarsi non le è proibito, ma semplicemente sconsigliato; ma se non è capace di restare continente, è obbligata a sposarsi per non cadere in fornicazione. Agostino dimostra poi, citando Paolo (non habet … sed mulier «non è … ma la moglie»), che uomo e donna sono entrambi adulteri se si lasciano per risposarsi, poiché solo l'uno ha potere sul corpo dell'altra e viceversa. C'è però un ordine di gravità nel tradimento: l'adulterio è più grave se ci si risposa dopo aver ripudiato una moglie innocente; se si ripudia una sposa infedele e si passa ad altre nozze, è adulterio meno grave:
sunt enim etiam peccata ignorantium, quamvis minora quam scientium,
«infatti può peccare anche chi ignora, benché meno gravemente di chi sa».
Il discorso passa poi ai matrimoni ineguali, quelli in cui i coniugi non sono entrambi cristiani. Paolo stesso, non Cristo, asserisce che il coniuge credente potrebbe abbandonare il coniuge pagano, però consiglia i credenti a non lasciare i coniugi pagani, per non negar loro la speranza di convertirli: i pagani ripudiati dai coniugi prenderebbero in odio la dottrina, andando incontro alla perdizione, e quindi l'abbandono sarebbe sì lecito perché non proibito da Cristo, ma inopportuno perché ostacola un uomo nel suo percorso di salvezza – questo è il ‘privilegio paolino’, il permesso di passare a seconde nozze concesso, sebbene sconsigliato, da Paolo in accordo con la tradizione, ma contrariamente al parere della Chiesa. Invece il credente ha la fede vera e può vivere in pudicizia anche con un pagano che non ce l'ha; e questo va fatto non per ordine di legge, ma per libera carità. Nessun passo, secondo Agostino, dichiara se Cristo abbia proibito ai credenti di sposar i pagani: è invece Cipriano – in De lapsis, 6 – a porre fra i peccati non trascurabili il fatto di
iungere cum infidelibus vinculum matrimonii,
«stringere il vincolo del matrimonio con gli infedeli».
Ma per quelle cose sulle quali non c'è precetto vincolante, si ascolti l'Apostolo, che è investito dallo Spirito Santo. Agostino replica che la raccomandazione che la donna non sposi se non un uomo della sua religione e viceversa riguarda i matrimoni nel momento in cui si stringono. Ma nel caso di matrimoni già stretti (se due non credenti si sposano ma all'arrivo della Buona Novella solo uno dei due si converte) Cristo rimette alla nostra volontà. Se un cristiano, ripudiata la moglie, accoglie proposte di matrimonio da pagana che desideri diventare cristiana, commette comunque adulterio, e la moglie non potrà giovare della fede cristiana che riceve da un adultero. Chi poi abbia fatto voto di continenza e riceva proposte di matrimonio da una donna che voglia farsi cristiana, non sciolga assolutamente il voto. Agostino, in conclusione, non permette il battesimo agli adulteri, a meno che non giacciano in condizioni psicofisiche disperate, affinché il loro peccato venga lavato via per il fatto che
nec ipsos enim ex hac vita sine arra suae pacis exire velle debet mater Ecclesia,
«la madre Chiesa deve volere che neppure costoro escano da questa vita senza il pegno della sua pace»
Nel secondo libro Agostino risponde nuovamente a Pollenzio, il quale sostiene l'indissolubilità del vincolo matrimoniale. Gli argomenti su cui fa perno il discorso di Pollenzio si possono così riassumere: Pollenzio sostiene che l'adulterio vada equiparato alla "morte spirituale" del coniuge adultero, e che, di fatto, non ci sia differenza tra morte spirituale e morte corporale. L’adulterio, come si legge in II.2,  produce dunque gli stessi effetti della morte, in questo caso il venir meno del vincolo matrimoniale.
Si autem fuerit ab uxore fornicante disiunctus, iam eum nullo precepto ut se contineat detineri nec omnino moechari, si viva illa alteram duxerit, quoniam id, quod ait Apostolus idem: “Mulier alligata est, quamdiu vir eius vivit; quodsi mortuus fuerit vir eius, liberata est; cui vult nubat” , sic intellegendum existimas, ut, si vir fuerit fornicatus, pro mortuo deputetur et uxor pro mortua, et ideo liceat cuilibet eorum tamquam post mortem ita post fornicationem coniungi alteri
«Ma quando l'uomo si è separato da una moglie infedele non è vincolato da nessun precetto alla continenza, e non è affatto adultero se sposa un'altra mentre la prima vive ancora. Infatti il passo del medesimo Apostolo: “Finché il marito vive, la moglie gli è legata; ma se il marito muore, essa è libera: sposi chi vuole” pensi che si debba intendere così: sia il marito che la moglie colpevoli di adulterio sono da considerarsi per morti; quindi a qualsiasi dei due è lecito risposarsi dopo l'adulterio dell'altro come dopo la sua morte»
Continua poi dicendo che l'unico rimendio contro l'adulterio sia lo scioglimento del vincolo matrimoniale. Qualora ciò non avvenisse, si cela il rischio di conseguenze gravissime, come l'uccisione del coniuge adultero. Motivo legittimo per risposarsi in caso di adulterio sarebbe infine la mancanza di prole. Agostino dunque risponde e controbatte punto per punto. In merito alla possibilità di dissolvere il vincolo del matrimonio, l'Apostolo fa esplicito riferimento alla morte corporale e non spirituale del coniuge. Ne conseguirebbe che chi sposa una donna adultera non sarebbe un adultero, perché questa donna con l’adulterio ha spezzato il vincolo del matrimonio precedente, cesserebbe cioè di essere adultera per il solo fatto di contrarre matrimonio con un altro uomo.  Il vincolo dell'uomo è altrimenti indissolubile, sia per l'uomo quanto per la donna; esso permane indelebile anche nell’adultero, come il battesimo resta nello scomunicato. Si legge in IV.4:
Quamobrem secundum doctrinam sanam mulier alligata est, quamdiu vir eius vivit; id est nondum e corpore abscessit
«Perciò, secondo la sana dottrina, la donna è legata, finché il marito vive, cioè finché egli non è ancora uscito dal corpo»
Agostino poi, come rimedio contro il male dell'adulterio, in linea con la dottrina cristiana, indica il perdono e la riconciliazione o, in caso estremo, la continenza e la separazione: rimedi non difficili da sopportare per chi ha fede e riconosce l’uguaglianza dei diritti-doveri di uomo e donna. A quest’ultimo proposito Agostino, per rafforzare la propria tesi, cita da Ulpiano  (De adult. 13, 3) un passo dal codice gregoriano.
Habebunt autem ante oculos hoc inquirere, an, cum tu pudice viveres, illi quoque bonos mores colendi auctor fuisti. Periniquum enim mihi videtur esse, ut pudicitiam vir ab uxore exigat, quam ipse non exhibet. Quae res potest et virum damnare, non ob compensationem mutui criminis rem inter utrumque componere, vel causam facti tollere.
«Si baderà d'altra parte ad appurare anche questo, se tu, vivendo onestamente, sei stato di guida a lei nel seguire i buoni costumi. Infatti mi sembra estremamente ingiusto che l'uomo esiga dalla donna una pudicizia che egli non dimostra: questo principio può far condannare anche l'uomo, e non comporre la questione tra i due per compensazione della colpa reciproca, o sopprimere l'oggetto del processo»
Il marito quindi che si accanisce sulla moglie adulterina avanzando diritti in nome del proprio sesso non dà un buon esempio alla propria moglie e non agisce in conformità ai principi della dottrina cristiana. Agostino, poi, integra indicando altre cause di continenza forzata, come ad esempio la malattia o la distanza di un coniuge, che, secondo il ragionamento di Pollenzio, dovrebbero rendere lecito lo scioglimento del matrimonio. (II, 17)
Sed adtende, quam plura sint ubi, si querellas incontinentium velimus admittere, necesse nobis erit adulteria facienda v permittere. Quid? si enim aliquo diuturno et insanabili morbo corporis teneatur coniux, quo concubitus impeditur? Quid? Si captivitas vel vis aliqua separet, ita ut sciat vivere maritus uxorem, cuius sibi copia denegatur, censesne admittenda incontinentium murmura et permittenda adulteria?
«Ma rifletti in quanti altri casi dovremmo necessariamente permettere che si consumi un adulterio, se volessimo accogliere le lagnanze degli incontinenti. Che faremo se la moglie è colpita da una lunga e incurabile malattia, dalla quale sia reso impossibile il rapporto coniugale? E se la prigionia o qualche altro motivo di violenza provoca una separazione, per cui il marito sa che la moglie è viva, ma gli viene impedito il godimento della sua persona? Pensi forse che bisognerà accogliere i mormorii degli incontinenti e permettere altrettanti adultèri? »
In ogni caso, la legge divina proibisce sia di uccidere il coniuge adultero, sia di risposarsi finché questo è in vita. Sopprimere una moglie adultera per potersi risposare sarebbe come compiere un atto ingiusto per rendere giusto un atto ingiusto. Le nozze inoltre possono essere viste come un rimedio all'incontinenza, ma non alla mancanza di prole. Chi vive da continente sceglie un bene superiore al bene delle nozze e quindi alla generazione di figli. (II, 12)
Quid obtenditur procreandorum causa filiorum? Non enim propterea flagitiorum est permittenda licentia. Aut vero tam cavendum est sine posteris mori quam eligendum in posterum vivere? Quod non sinentur adulteri, quos necesse est post primam mortem secundae mortis aeternitate damnari.
«Come si può mettere avanti lo scopo di procreare figlioli? Neppure per un motivo del genere si deve concedere il permesso di commettere cattive azioni; oppure evitare di morire senza discendenza è tanto importante quanto preoccuparsi di vivere per l'eternità? Invece proprio questo non sarà concesso agli adulteri, che dopo la prima morte dovranno subire la condanna eterna della seconda. »
Agostino conclude infine il discorso facendo un'esortazione alla continenza.

## Metodo
Maria Palmieri descrive il testo come fondato su un attento studio filologico delle Scritture. Infatti, nel paragrafo X.11, Agostino apre una parentesi filologica: il vescovo sostiene di non aver commesso errori nel riportare le parole di Matteo (5, 32) in merito all'argomento 'adulterio', come invece era parso a Pollenzio. Agostino infatti sostiene di aver citato correttamente: Quicumque dimiserit uxorem suam excepta causa fornicationis, facit eam moechari; et qui solutam a viro duxerit, moechatur, «Chiunque ripudia la propria moglie, eccettuata la causa di fornicazione, la induce all'adulterio, e chi sposa la donna ripudiata è adultero», e che solamente alcuni codici, sia greci sia latini, non presentino l'ultima frase, cioè qui dimissam a viro duxerit, moechatur, «chi sposa una ripudiata dal marito, è adultero». Altre differenze fra le tradizioni sono, per esempio, le seguenti: da Quicumque dimiserit a Omnis qui dimiserit (entrambe le forme vogliono dire 'chiunque ripudi'), da excepta causa fornicationis a praeter causam fornicationis a nisi ob causam fornicationis (tutte e tre le forme vogliono dire 'eccetto che per motivo di fornicazione, se non per motivo di fornicazione'), e così via. L'autore risolve i problemi affermando che il senso non cambi affatto da una versione all'altra.
L'autore rispecchia, per finire, il senso della Chiesa, senza tuttavia particolari riferimenti – a differenza che in altri trattati – alla prassi ecclesiale; l'autore si pone inoltre con voluta modestia nell'affrontare le questioni e si offre di chiarire i passi più oscuri della Bibbia fornendo una visione globale e sintetica del suo insegnamento.

## Importanza e fortuna
Secondo Maria Palmieri, il trattato mostra il suo punto di forza nelle argomentazioni, che demoliscono quelle dell’avversario, sia pure in toni amichevoli poiché i due si trovano sullo stesso piano, e nel fatto di essere l’unica opera, in tutta la produzione dei primi cinque secoli interamente incentrata sulla questione della separazione e del risposarsi; sempre secondo Palmieri, avrebbe invece il difetto di ritenere l’adulterio come giustificazione per una separazione, interpretando così un inciso del testo di Matteo (Mt. 19,9) come “adulterio” e non come “concubinato”.
In tutto il XII secolo il De adulterinis coniugis conobbe una fortunata circolazione, condivisa con altri testi agostiniani sul matrimonio e la sessualità, nonostante altre opere quali il De nuptiis et concupiscentia fossero considerate più autorevoli sulla questione dell'indissolubilità del matrimonio. Ad ogni modo, il testo spesso veniva studiato solo in riferimento ad alcuni passi scelti,  senza considerare il contesto e le problematiche che sollevavano. Dopo la riforma i Cattolici continuarono a citarlo, ma senza tener conto delle teorie agostianiane, usando quindi le citazioni per teorie che avevano elaborato essi stessi.
Per quanto riguarda la trasmissione del testo invece, molti manoscritti sono giunti fino a noi; va quindi specificato che l’opera ha una posizione autonoma nella tradizione manoscritta, per il fatto che, nonostante sia di contenuto religioso, il De adulterinis conobbe particolare fortuna in ambito giuridico. La sua inclusione pertanto nelle antologie di opere agostiniane riguardanti il matrimonio e la verginità è pertanto recente.